# هاروی گلنس
هاروی گلنس (انگلیسی: Harvey Glance؛ زادهٔ ۲۸ مارس ۱۹۵۷) دونده اهل ایالات متحده آمریکا است.
وی در مسابقات کشوری و بین‌المللی در مجموع برندهٔ ۶ مدال طلا، ۲ مدال نقره شده‌است.